# Rozstania i powroty
Rozstania i powroty (ang. Breaking and Entering) – film z gatunku dramatu, kryminału i romansu produkcji amerykańsko-brytyjskiej w reżyserii Anthony’ego Minghella z 2006 roku.

## Fabuła
Akcja filmu toczy się w Londynie. Film zaczyna się od włamania muzułmańskiego złodziejaszka do biura zamożnego architekta – Willa. Gdy okradziony architekt trafia na trop złodzieja poznaje jego matkę, z którą nawiązuje romans. Związek architekta i bośniackiej emigrantki sprawia wiele kłopotów, szczególnie że Will jest już związany z inną kobietą.

## Obsada
- Jude Law – Will
- Juliette Binoche – Amira
- Robin Wright Penn – Liv
- Martin Freeman – Sandy
- Ray Winstone – Bruno
- Vera Farmiga – Oana
- Rafi Gavron – Miro
- Ed Westwick – Zoran

i inni